# Horst Klee (Politiker)

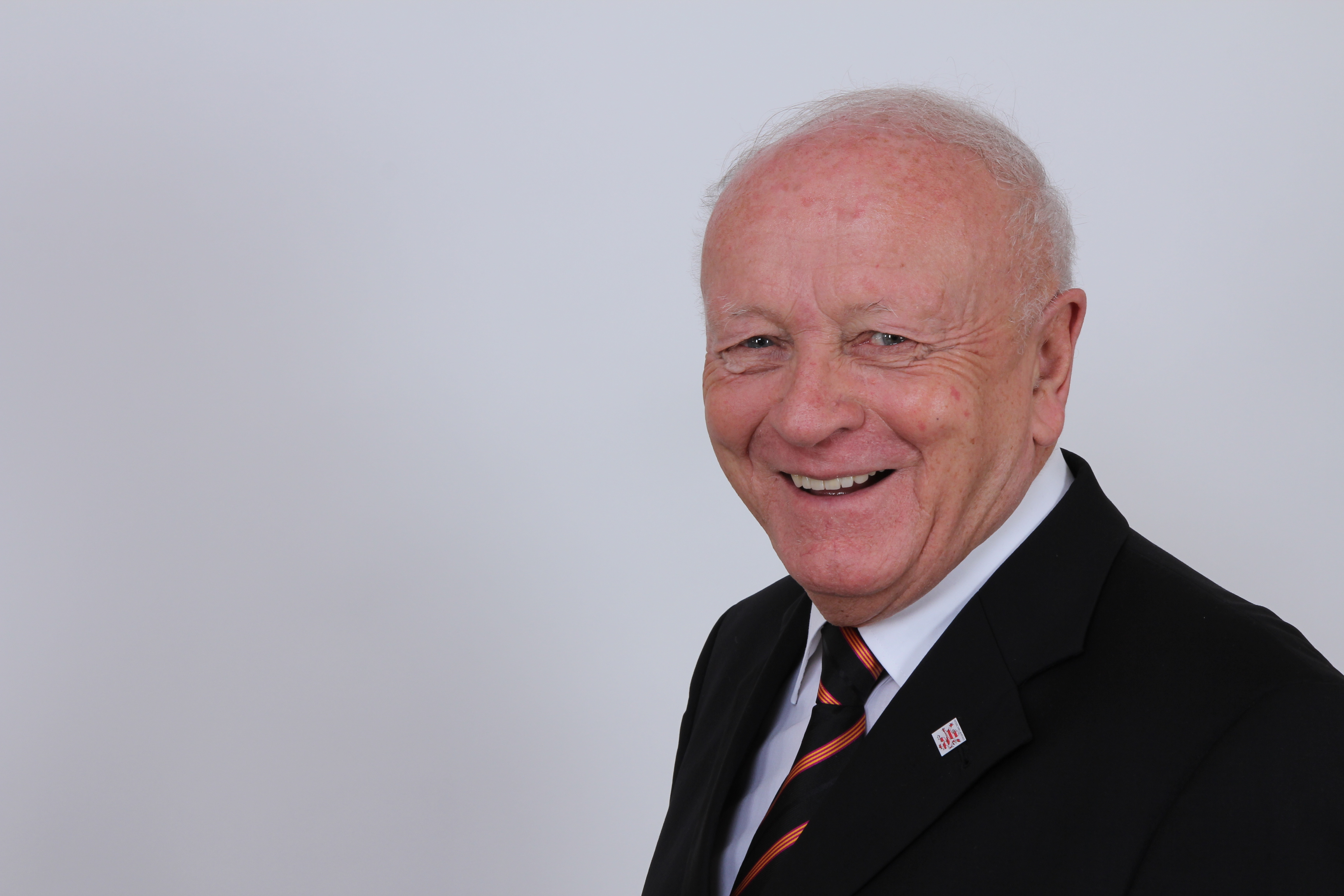
Horst Klee, 2013

Horst Johann Klee (* 17. November 1939 in Wiesbaden) ist ein hessischer Politiker (CDU), der von 1993 bis 2019 Abgeordneter im Hessischen Landtag war.

## Ausbildung und Beruf
Horst Klee absolvierte nach seiner Mittleren Reife 1956 eine Gärtnerlehre, die er 1958 abschloss. Anschließend arbeitete er 1958–1963 als Gärtner und schloss in den Jahren 1963–1966 ein Studium an der Hessischen Lehr- und Versuchsanstalt für Obst, Wein und Gartenbau in Geisenheim, zum Gartenbauingenieur an. Seit 1966 arbeitet er für die Gartenbauzentrale Wiesbaden, die er seit 1969 als Geschäftsführer leitete.
Horst Klee ist katholisch, verwitwet und hat ein Kind.

## Politik
Klee ist seit seinem Beitritt in die CDU 1969 politisch engagiert. In der CDU ist er seit 1989 Kreisvorsitzender der CDU Wiesbaden und seit 1997 Bezirksvorsitzender der CDU Westhessen sowie seit 1992 Mitglied des Landesvorstands und seit 1998 im Präsidium der CDU Hessen. Kommunalpolitisch war er über 20 Jahre (1972 bis 1995) Stadtverordneter in Wiesbaden, davon 1979 bis 1995 stellvertretender Stadtverordnetenvorsteher. Zusätzlich war er 1972 bis 1997 Mitglied im Ortsbeirat Wiesbaden-Biebrich und dort 1977 bis 1985 sowie 1993 bis 1997 Ortsvorsteher.
Klee war seit dem 23. Juli 1993 Mitglied des Landtags. Er war zunächst seit der Landtagswahl 1995 direkt gewählter Abgeordneter des Wahlkreises Wiesbaden III und ab der Neueinteilung der Wiesbadener Wahlkreise zur Landtagswahl 2008 des Wahlkreises Wiesbaden II. 
Er wurde 2002 mit dem Bundesverdienstkreuz am Bande und 2016 mit der 1. Klasse ausgezeichnet.
Im Landtag war er seit dem 17. Januar 2006 Vorsitzender des Innenausschusses, in dem er bereits vom 5. April 2003 bis 17. Januar 2006 als Stellvertretender Vorsitzender wirkte. Klee war ferner Mitglied im Ältestenrat, Hauptausschuss, der Landespersonalkommission sowie der Landessportkonferenz.
Klee war Alterspräsident des 17., 18. und 19. Hessischen Landtags. Zur Landtagswahl 2018 trat er nicht mehr an.

## Sonstige Ämter
Als begeisterter Fußballer ist Horst Klee seit 1971 Vorsitzender des Biebricher Fußballvereins 1902 und seit 1983 Vorstandsmitglied der Arbeitsgemeinschaft Biebricher Vereine und Verbände.